# 夏への扉
『夏への扉』（なつへのとびら、原題：The Door into Summer）は、アメリカのSF作家ロバート・A・ハインラインが1956年に発表したSF小説。『ザ・マガジン・オヴ・ファンタジイ・アンド・サイエンス・フィクション』（The Magazine of Fantasy & Science Fiction）誌に同年10月から12月まで連載され、ダブルデイ（Doubleday and Company）社から1957年に刊行された。

## 概要
タイムトラベルを扱った古典的なSF小説。小説の主な舞台は1970年と2000年であるが、初出が1956年のため、小説の発表時点では14年後と44年後の未来を描いている。
タイムマシンと冷凍睡眠という2つの時間旅行の手段を組み合わせ、過去へ未来へと行き来する男のサクセスストーリーとロマンスが希望に満ちた明るさで描かれている。過去へ旅行して過去を変えてしまうと問題を起こすが、この小説では、過去への旅行者が過去を変えないように振る舞っている。
登場するロボットに特徴的なのが、必ずしもヒューマノイドを目指していないことである。それまでロボットは擬人的なイメージで描かれるのが普通であったが、本小説では現実のロボット技術の思想が取り入れられている。
坂村健は、本小説に出てくる発明品を評して「中に出てくるアイデア、何をオートメ化したらよいかへの指針には、感心させられる」、「OAやCADまで予測している」、「アイデアの重要さ、発想の自由さ、新しいものを作るとはどういうことか、そしてその面白さ。この本はこれらすべてに答えてくれる」と述べている。
しかし、古い作品なので古臭いところがいくつもある。科学技術万歳、薔薇色の未来であり、フェミニストの逆鱗に触れるような女性観である。感覚の違いもある。例えば、主人公は核兵器の使用をそれほどたいした問題ではないと思っているところがあり、放射能の影響を深刻に受け止めていない。
日本のSFファンがオールタイム・ベストを選ぶ企画では、海外長編SFランキングの上位に選出されている。S-Fマガジンが調査したSF小説のオールタイム・ベストにおける海外長編部門でのこの小説の順位は次のとおりである。
- 1989年　1位[8]
- 1998年　1位[9]
- 2006年　3位[10]
- 2014年　9位[11]

S-Fマガジンによる1998年のランキングにおいて年代別順位も発表されており、海外長編部門における順位は次のとおりである。
- 40代以上　　　3位
- 30代後半　　　4位
- 30代前半　　　3位
- 20代後半　　　1位
- 20代前半以下　1位

## 誕生の経緯
著者は、誕生の経緯を次のように語っている。
“私たちがコロラドに住んでいたとき、そこでは雪が降っていた。私は愛猫家なんだが、うちの猫が家の外に出たがっていて、ドアを開けてあげたのに、猫は出ていこうとしなかった。ただ、鳴き続けていた。猫は以前にも雪を見ていたのだが、私にはそれが理解できなかった。私は他のドアをいくつも開けてあげたが、やはり出ていかなかった。すると、ジニーがこういった。
「あら、猫は夏への扉を探してるのね」
私は両手を上げて、彼女にこれ以上言わないでくれと言い、それから13日間で『夏への扉』を書いた。”
また、著者は、訪日した際のインタビューにおいても、考える時間も含めて書くのに13日しかかけなかったと語っている。

## あらすじ
主人公のダンは親友のマイルズと共に会社を設立し、ダンは開発を担当し、マイルズは経営を担当した。最初は二人しかいない会社であった。マイルズの義理の娘リッキィは、ダンともダンの愛猫ピートとも仲が良く、大人になったらダンと結婚してピートの世話をすると言うような少女だった。
　ダンの発明した家事用ロボットが人気となった。利益はすべて事業に投資し、ピートとダンは工作室で寝て、マイルズとリッキィは近くの小さな家に寝泊まりした。その頃、タイピスト兼会計係としてベルを雇った。会社を株式会社にすることにし、最低3人必要なのでベルにも経理担当重役の肩書を与えて株の一部を持たせ、マイルズを社長兼GM、ダンをチーフエンジニア兼取締役会議長とした。ダンは、他人に従う身になりたくないので、総株の51%を所有した。
　ベルとダンは恋人関係となり、ダンは結婚を考える。婚約指輪はいらないというベルに、ダンは婚約指輪の代わりとして会社の株の一部を譲渡する。しだいに、ダンとマイルズは経営方針について対立するようになる。1970年11月18日、3人で臨時の株主総会が開かれる。マイルズは会社の拡大を提案したが、ダンは反対する。ここで、ベルはダンを裏切る。婚約指輪の代わりに譲渡された株を得たベルが保有する株に、マイルズが保有する株を合わせると過半数を越えていた。このため、マイルズの経営方針で進めること、および、ダンを会社から追い出すことが株主総会として決定する。ダンは、婚約者にも親友にも裏切られ、発明品を奪われ、会社まで失うこととなる。
　「六週間戦争」が始まる少し前の冬のことをダンは振り返る。その冬、ピートとともにコネチカット州の農場にある古い家に住んでいた。家には外へ通じる扉が11もあり、ピート用の扉とあわせると、全部で12もあった。ピートは、雪が積もると自分用の扉を使おうとせず、他の扉のどれかは夏へ通じていると信じて、人間用の扉をすべてダンに開けさせた。
　1970年12月3日、心の中が冬となっていたダンもまた「夏への扉」を探し続けていた。そんなとき、冷凍睡眠をして眠っている間に財産を増やそうという保険会社の広告が目に入る。ベルのことを忘れるため、ダンはピートと共に30年間の冷凍睡眠をすることに決め、翌日から冷凍睡眠に入る契約をする。しかし、このまま逃げるのではなく戦うことを決意し、車でマイルズの家に行く。マイルズの家にはベルもいて、返り討ちにあう。ダンはベルに薬を射たれ、ピートはマイルズとベルを攻撃して出ていく。ベルは、薬のせいでベルのいいなりとなったダンを冷凍睡眠に行くように仕向ける。

### 冷凍睡眠後の世界
西暦2000年、ダンは冷凍睡眠から目覚める。もう死んでしまったであろうピートのことを思い、ベルとマイルズを憎む。ダンが契約した保険会社は倒産しダンの財産はなくなったと知らされる。なんとか職を得て、仕事の合間に、冷凍睡眠していた30年間の知識を学び始める。リッキィのことが気になり、行方を調べると、20歳頃に冷凍睡眠に入り、すでに目覚めて結婚していた。
　この時代の製図機は、ダンが30年前に頭の中で思い描いていただけの画期的な製図機によく似ていた。調べると、その製図機の特許の取得者は自分と同じ「D・B・デイヴィス」であったが、ダンには作った覚えがなかった。ダンは冷凍睡眠が原因の記憶障害を疑い、真実をつきとめるために過去に戻りたいと思う。たまたま、軍事機密扱いのタイムマシンが存在すると知り、過去へ戻ることを決意する。タイムマシンの開発者の博士を騙してタイムマシンを操作させ、ダンを時間転移させる。

### 時間転移後の世界
ダンは過去に戻ったところをサットン夫妻に目撃されてしまう。尋ねると、その日は1970年5月3日であった。未来から来たことを説明するダンをサットン夫妻は信用し、ダンの手助けをする。ダンは製図機と万能ロボットの開発に没頭し完成させる。それらを夫のジョン・サットンに託し、新会社の設立を依頼する。
　1970年12月3日の夕刻、ダンはマイルズの家の近くでタクシーを降りる。彼らが奪い取った自分の発明品の新型ロボットとその図面を密かに持ち出し、“自分”の車に乗せ、ピートを保護し、車で離れる。ダンは、リッキィのいるガールスカウトのキャンプ地へと向かう。
　リッキィに、ピートと冷凍睡眠に行くことを話し、ベルには愛想をつかしベルは一緒ではないことも説明する。ぐずるリッキィに「もし21歳になっても僕に会いたいと思うなら冷凍睡眠をすればいい」と言うと、リッキィが「そうすれば、お嫁さんにしてくれる？」と尋ねるので、「もちろん」と答えて別れる。そして、ダンはピートと共に冷凍睡眠に入る。

### 再び冷凍睡眠後の世界
西暦2001年、ダンは冷凍睡眠から目覚める。その後、リッキィが冷凍睡眠から目覚めるのに立ち会う。ダンとリッキィは、ピートを介添人として、結婚する。ダンは、ジョン・サットンに設立してもらった会社の経営には関与せず、新たに会社を設立する。それは、社長のダンの他には忠実にダンの設計に従ってくれる機械工が1人いるだけの小さな会社で、何かを作り上げると特許を取った。
　ダンは、今の世界が好きであり「夏への扉」を見つけることができたと思う。

## 登場人物
ダニエル・ブーン・デイヴィス（通称 ダン、愛称 ダニー）
主人公。発明家、技術者。機械工学の学位を持つ。1940年生まれ。自由を愛する精神と独立心を持つようにと、アメリカ西部の開拓者ダニエル・ブーンにちなんで父親に名付けられた。父親は北朝鮮で洗脳を受けながらなくなり、母と妹は「あの日」に水爆でなくなった。徴兵で陸軍にいたときは下士官待遇の技術者。父親譲りの独立独行の野心を持ち、除隊後に親友マイルズと会社を興す。
裏切りにあったあと、信頼できる家族は、ピートとリッキィだけだと考える。
護民官ペトロニウス（通称 ピート）
ダンの愛猫。オス。
原著の「Arbiter」を福島正実の訳では「護民官」としているが、これは「審判者」ほどの意味で、小尾芙佐による新訳では「審判者」と訳語が変更されている。
マイルズ・ジェントリイ
ダンの親友。召集された退役軍人。娘がひとりいる未亡人と結婚したが、軍に召集された頃に亡くしている。ダンと一緒に会社を興し経営を担当。会社の方向性において、ダンと対立することになる。
ベリンダ・ダーキン（通称 ベル）
ダンの会社にタイピスト兼会計係として雇われた女性。とても有能で秘書となる。ダンと恋人関係となり、ダンはベルとの結婚を考える。エンゲージリングの代わりにダンから会社の株の一部をもらう。
フレドリカ・ヴァージニア・ジェントリイ（通称 リッキィ）
マイルズの義理の娘。ダン、ピートと仲が良い。ダンが徴兵で陸軍にいたときは、ダンに代わってピートの世話をしていた。ダンにとって、リッキィは亡き妹を思い出させた。リッキィは大人になったらダンと結婚してピートの世話をすると言っていたが、ダンは真剣に受けとめず、リッキィとの恋人ごっこはゲームのようなものだと考えていた。ダンがベルと婚約した時、リッキィはベルを激しく憎む。
チャック・フロイデンバーグ
技師。西暦2000年の世界でダンの友人となる。かつてトウィッチェルの助手をしていた。
ヒューバート・トウィッチェル
西暦2000年の世界での大学教授、物理学者。タイムマシンを発明したが、実用性に欠けており、また、軍事機密とされ、世に認められていない。
サットン夫妻
ダンが過去に舞い戻るところを目撃した人物。夫婦ともに、未来から来たというダンを信用する良い人柄。夫のジョンは弁護士。

## 書誌情報
- 初出 - 『ファンタジー・アンド・サイエンス・フィクション』誌 1956年10月号 - 12月号掲載
- ハードカバー版刊行 - 1957年

### 日本語訳
- 『夏への扉』 加藤喬訳、"講談社S・Fシリーズ"IV（1958年）
- 『夏への扉』 福島正実訳、"ハヤカワ・SF・シリーズ"（1963年）
- 『未来への旅』 福島正実訳、講談社"世界の科学名作"13（1965年）（子供向けに改変されている）
- 『夏への扉』 福島正実訳、早川書房"世界SF全集"12（1971年）
- 『夏への扉』 福島正実訳、ハヤカワ文庫SF（1979年）
- 『夏への扉  [新訳版]』 小尾芙佐訳、早川書房（2009年） ISBN 978-4-15-209059-1
- 『夏への扉』 福島正実訳、ハヤカワ文庫SF （2010年）（1979年版の新装版） ISBN 978-4-15-011742-9
- 『夏への扉  [新版]』 福島正実訳、ハヤカワ文庫SF （2020年）（2010年の新装版から訳語や表現をアップデートした新版） ISBN 978-4-15-012309-3

### 英語学習書
- 『夏への扉  [英語版ルビ訳付]』 講談社インターナショナル"ルビー・ブックス"（2000年）

## 楽曲
この小説をモチーフとした難波弘之の同名楽曲『夏への扉』（作詞：吉田美奈子、作曲：山下達郎）が『センス・オブ・ワンダー』（1979年、キングレコード、 SKS(S)-1032）に収録されている。また、山下達郎も自身のアルバム『RIDE ON TIME』（1980年）にセルフカバーして収録している。

## ラジオドラマ
NHKｰFM『青春アドベンチャー』の「ダミーヘッド・シリーズ」にてラジオドラマ化され、1995年8月28日から9月8日まで全10回で放送されている。

### キャスト（ラジオドラマ）
- 古川登志夫
- 那須佐代子
- 高橋理恵子
- 佐戸井けん太
- 大山尚雄
- 田中信夫
- 西村淳二
- 香月弥生
- 近藤芳正
- 小松エミ

### スタッフ（ラジオドラマ）
- 原作 - ロバート・A・ハインライン
- 脚色 - 福田卓郎
- 演出 - 岩谷可奈子
- 音楽 - 長谷部徹

## 舞台
演劇集団キャラメルボックスが公演権を獲得し、世界初舞台化、2011年2月から3月に「キャラメルボックス2011スプリングツアー」として初演。脚本・演出は成井豊＋真柴あずき。東日本大震災により3月11日 - 13日の東京公演が中止された。
2018年3月に、同じく演劇集団キャラメルボックスで「キャラメルボックス2018スプリングツアー」として再演された。

### 上演日程
キャラメルボックス2011スプリングツアー（初演）
- 2011年2月22日 - 27日、大阪・サンケイホールブリーゼ
- 2011年3月5日 - 27日、東京・ル テアトル銀座 by PARCO

キャラメルボックス2018スプリングツアー（再演）
- 2018年3月14日 - 25日、東京・サンシャイン劇場
- 2018年3月28日 - 29日、兵庫・明石市立市民会館（アワーズホール） 大ホール

### 出演者
- ダニエル・デイヴィス - 畑中智行（2011年・2018年）
- ピート - 筒井俊作（2011年・2018年）
- リッキイ・ジェントリイ - 実川貴美子（2011年）/木村玲衣（2018年）
- マイルズ・ジェントリイ/他多数 - 大内厚雄（2011年・2018年)
- ベル・ダーキン/他多数 - 岡田さつき（2011年）/原田樹里（2018年)
- ジョン・サットン/ 他多数- 西川浩幸（2011年）/井俣太良（2018年）
- ジェニイ・サットン/他多数 - 坂口理恵（2011年）/百花亜希（2018年）
- チャック・フロイデンバーグ/他多数 - 多田直人（2011年）/竹鼻優太（2018年）
- マクビー/他多数 - 渡邊安理（2011年）/元木諒（2018年）
- ハイヤード・ガール/他多数 - 稲野杏那（2011年）/石川彩織（2018年）
- 勤勉ビーバー/他多数 - 林貴子（2011年）/金城あさみ（2018年）
- 万能フランク/他多数 - 森めぐみ（2011年）/島野知也（2018年）
- 製図屋ダン/他多数 - 小笠原利弥（2011年）/矢野聖（2018年）

### スタッフ（舞台）
- 原作 - ロバート・A・ハインライン
- 翻訳 - 福島正実（ハヤカワ文庫刊）
- 脚本 - 成井豊＋真柴あずき
- 演出 - 成井豊＋真柴あずき（2011年）/成井豊（2018年）

## 映画
- 2021年に『夏への扉 -キミのいる未来へ-』として、実写映画化された。監督は三木孝浩、主演は山﨑賢人。舞台を日本とするように翻案されている[18][19]。